# Trading patologico online
Il trading patologico online fa riferimento ad una modalità compulsiva di gioco in borsa tramite Internet.

## Caratteristiche
Pur condividendo alcuni aspetti con il gioco d'azzardo ricerca di eccitazione per possibili guadagni e l'ansia legata al rischio di ingenti perdite di denaro, il trading online può risultare persino più pericoloso. Infatti, rispetto al giocatore d'azzardo, il trader gode di una vasta accettazione sociale che limita le possibilità che il giocatore in borsa comprenda di avere un problema, provi dei sensi di colpa e cerchi di ridurre il tempo e le energie spesi nelle transazioni.
Se inizialmente il trader agisce con maggiore cautela, riflettendo attentamente sulle sue transazioni economiche, in seguito si trova invischiato nell'alternanza di sentimenti opposti: da una parte il desiderio di guadagnare ingenti somme di denaro e dell'altro la paura di perdere quanto ottenuto. La gestione delle transazioni online ricopre un ruolo fondamentale nella vita quotidiana dei traders patologici, che investono una quantità di tempo e di denaro sempre maggiore in queste operazioni. La possibilità offerta dalla rete di accedere ai mercati in ogni momento del giorno e della notte in tempi reali fomenta nel giocatore l'illusione che le probabilità di successo dipendano unicamente dalle sue azioni. Questa illusione di controllo lo spinge ad agire in modo sempre più compulsivo ed irrazionale, aumentando paradossalmente il rischio di perdita. Queste modalità insite nel trading online possono facilmente portare il giocatore al tracollo finanziario e familiare.
Al momento non sono disponibili dati relativi alla prevalenza del fenomeno ma si suppone che esso coinvolga sia principianti che professionisti finanziari.
Nel modello di sviluppo telematico ipotizzato da Lavenia il trading patologico online rientra nella dipendenza da Internet sviluppata nella prima fase denominata "osservazione-ricerca". In questa fase l'individuo si approccia ad internet in modo passivo, ricercando e usufruendo dei suoi contenuti senza apportarne alcun contributo personale. A questo livello la relazione tra l'utente ed internet rispecchia un rapporto esclusivo uomo-macchina.